# Alin-Mihai-Dumitru Druga
Alin-Mihai-Dumitru Druga (n. 1 mai 1942) este un fost deputat român în legislatura 1990-1992, ales în județul Brașov pe listele partidului PUNR. Alin-Mihai-Dumitru Druga a fost membru în grupul parlamentar de prietenie cu Statul Israel.  